# Museo Francioli Nuvolari
Il Museo Francioli Nuvolari è un museo ubicato a Villimpenta, in provincia di Mantova. 
La casa della famiglia Francioli, risalente al Seicento, ospita il museo, nel quale sono esposti e catalogati i documenti appartenuti a due importanti figure del Risorgimento mantovano: il dottor Giovanni Nuvolari e l'ingegner Carlo Francioli. La famiglia decise negli anni Ottanta di raccogliere il materiale in un museo, che prese vita nel 1991 con la costituzione della "Fondazione Francioli Nuvolari" ed aperto al pubblico nel 1993.
Accanto ai documenti sono esposti attrezzi agricoli e oggetti tipici del mondo contadino. 
Una nuova sezione del museo è dedicata alla storia e al mondo delle risaie.